# 查耶蒂納
查耶蒂納，是塞爾維亞的城鎮，位於該國西部，由茲拉提波爾州負責管轄，面積647平方公里，海拔高度843米，2011年人口14,745，人口密度每平方公里23人。

## 姊妹城市
- 新海尔采格, 蒙特內哥羅
- 莱夫基米, 希腊
- 纳扎列, 斯洛文尼亚
- 沙马茨, 波斯尼亚和黑塞哥维那